# Công ty quân sự tư nhân
Công ty quân sự tư nhân (PMC) hoặc công ty quân sự và an ninh tư nhân (PMSC) là một công ty tư nhân cung cấp dịch vụ chiến đấu vũ trang hoặc an ninh để thu lợi tài chính.
Các dịch vụ và kiến thức chuyên môn do PMC cung cấp thường tương tự như dịch vụ của an ninh chính phủ, quân đội hoặc cảnh sát nhưng thường ở quy mô nhỏ hơn. PMC thường cung cấp dịch vụ đào tạo hoặc bổ sung cho lực lượng vũ trang chính thức phục vụ chính phủ, nhưng họ cũng có thể được các công ty tư nhân thuê để cung cấp vệ sĩ cho nhân viên chủ chốt hoặc bảo vệ cơ sở của công ty, đặc biệt là ở các vùng lãnh thổ thù địch. Tuy nhiên, các nhà thầu sử dụng lực lượng vũ trang trong vùng chiến sự có thể bị coi là chiến binh bất hợp pháp dựa trên khái niệm được nêu trong Công ước Geneva và được nêu rõ ràng trong Đạo luật Ủy ban Quân sự Hoa Kỳ năm 2006. 
Ngoài việc bảo vệ các công ty, họ còn bảo vệ các quan chức và các cơ quan chính phủ. Các công ty quân sự tư nhân thực hiện nhiều nhiệm vụ và công việc. Một số ví dụ bao gồm việc bảo vệ chặt chẽ cho Tổng thống Afghanistan Hamid Karzai và lái máy bay trinh sát và trực thăng như một phần của Kế hoạch Colombia. Theo nghiên cứu năm 2003, ngành công nghiệp này kiếm về hơn 100 tỷ USD mỗi năm.